# Paul Ekman
Paul Ekman, ameriški psiholog, * 15. februar 1934, Washington, D.C., ZDA.
Je pionir na področju preučevanja čustev in njihovih povezav z obraznimi izrazi, ustvaril je 'atlas čustev' z več kot deset tisoč obraznih izrazov in si prisvojil naziv 'najboljši človeški detektor laži na svetu'.